# Altamont (Nova Iorque)
Altamont é uma vila localizada no estado americano de Nova Iorque, no Condado de Albany.

## Demografia
Segundo o censo americano de 2000, a sua população era de 1737 habitantes. 
Em 2006, foi estimada uma população de 1707, um decréscimo de 30 (-1.7%).

## Geografia
De acordo com o United States Census Bureau tem uma área de 3,1 km², dos quais 3,1 km² cobertos por terra e 0,0 km² cobertos por água. Altamont localiza-se a aproximadamente 395 m acima do nível do mar.

## Localidades na vizinhança
O diagrama seguinte representa as localidades num raio de 16 km ao redor de Altamont. 